# Nidà
Nidà (en hebreu: מסכת נידה) (transliterat: Masechet Nidà ) és un tractat de la Mixnà i el Talmud. Nidà és el desè tractat de l'ordre de Tohorot (en espanyol: "Pureses") que tracta sobre la puresa ritual en 12 tractats. Les lleis relatives a la purificació de les dones en el judaisme ortodox, procedeixen del tractat talmúdic de Nidà. La paraula Nidà també designa la impuresa de la dona durant la menstruació i després del part.

## Contingut
El tractat tracta sobre les lleis relatives al període menstrual, el qual al seu torn està dividit en fases pures i impures, el tractat fa una avaluació de les diferents formes de sagnat en termes de puresa ritual, ja sigui el cicle normal de sagnat, accidents, o el sagnat durant el coit després de perdre la virginitat. El tractat també estableix com i quan cal iniciar una recerca, i que caracteritza el desenvolupament i la maduresa d'una noia fins a esdevenir una dona. El tractat explica les diferents formes d'impuresa associades amb l'avortament i amb el part normal. A més, ofereix unes regles de conducta per a la convivència conjugal durant el període menstrual, així com la prohibició de tenir relacions sexuals amb l'esposa durant la fase d'impuresa menstrual.